# Johan Voskamp
Johan Voskamp (De Lier, 15 oktober 1984) is een voormalig Nederlands voetballer die als aanvaller speelde.

## Carrière
Voskamp werd geboren in De Lier. In zijn jeugdjaren speelde hij daar bij Lyra. Als speler van vijftien jaar oud vertrok hij naar Westlandia, aangezien Lyra geen A1-elftal meer had. De trainer van VVLyra (Jan Hoos) wilde hem al naar de A-selectie halen, maar door zijn jonge leeftijd voelde hij er nog niets voor en vertrok hij naar Sportpark "De Hoge Bomen" om te spelen voor de club uit de hoofdklasse op zondag.
Bij Westlandia speelde hij gelijk in de A1 (2e divisie landelijk), terwijl hij nog een B-speler was. Als zestienjarige maakte hij in 2000 zijn debuut voor Westlandia in Breda tegen VV Baronie. Door een doelpunt van Johan Voskamp won Westlandia met 0–1. In 2005 vertrok hij na vijf seizoenen RKVV Westlandia naar Excelsior, waar hij bij zijn debuut tegen FC Emmen maakte op 19 augustus 2005. In de 89e minuut kwam hij het veld in, waarna hij in blessuretijd meteen scoorde. Door die treffer won Excelsior met 3–1 en nam voor het eerst in het seizoen 2005/2006 de koppositie van de Eerste divisie in met een doelpunt verschil. Uiteindelijk werd Excelsior dat seizoen kampioen, waardoor Johan Voskamp twee seizoenen in de Eredivisie heeft gespeeld.
In het seizoen 2005/2006 speelde Voskamp zevenentwintig wedstrijden voor Excelsior, waarin hij negen keer scoorde. In het seizoen 2006/07 speelde hij eenentwintig wedstrijden, waarin hij vijf keer scoorde. Een van die doelpunten was de 3–2 tegen AZ tijdens de laatste speeldag van dat seizoen. Dit doelpunt kostte AZ het kampioenschap in de eredivisie. In het seizoen 2009/10 speelde Voskamp voor Helmond Sport. Hij scoorde in de reguliere competitie tweeëntwintig keer en eindigde hiermee als tweede op de topscorerslijst.
Op 19 augustus 2010 tekende Voskamp een driejarig contract bij Sparta Rotterdam. Daarvoor scoorde hij op 20 augustus in zijn eerste wedstrijd, tegen Almere City, acht keer. Daarmee zette hij een record in de Nederlandse Eerste divisie. De wedstrijd eindigde in 12–1 in het voordeel van Sparta Rotterdam. Na zevenenzeventig minuten kreeg hij een publiekswissel. Het record van het Nederlandse betaalde voetbal (1956, Hoofdklasse, voor de introductie van de Eredivisie en Eerste divisie) bleef daarmee staan op negen op naam van Feyenoorder Henk Schouten. Het record in de Eredivisie is zeven. Door zijn enorme doelpuntgehalte in het seizoen 2010/11 kwam er belangstelling uit het buitenland voor een transfer. Van 2011 tot 2013 stond hij onder contract bij de Poolse club Śląsk Wrocław. Op 7 juni 2013 tekende Voskamp een contract bij Sparta, waar hij twee seizoenen eerder ook al voor uitkwam. Die club liet in maart 2016 weten zijn aflopende contract niet te zullen verlengen. Met Sparta werd hij in het seizoen 2015/16 kampioen in de Eerste divisie. Voskamp tekende in juni 2016 vervolgens een contract tot medio 2018 bij RKC Waalwijk. Na zijn aflopende contract bij RKC Waalwijk beëindigde Voskamp zijn voetbalcarrière. 

## Verdere carrière
Na zijn voetbalcarrière opende Voskamp onder anderen een voetbalschool, genaamd Johan Voskamp Academy, kwam hij te werken op een kinderopvang en was hij tevens talententrainer bij zijn oude voetbalclub Lyra. Helemaal stoppen met voetbal deed Voskamp niet, want na het beëindigen van zijn profcarrière kwam hij op amateurbasis nog uit voor Westlandia en Lyra.

## Clubstatistieken
| Seizoen | Club             | Competitie     | Duels | Goals |
| ------- | ---------------- | -------------- | ----- | ----- |
| 2005/06 | Excelsior        | Eerste divisie | 27    | 9     |
| 2006/07 | Excelsior        | Eredivisie     | 21    | 5     |
| 2007/08 | Excelsior        | Eredivisie     | 28    | 6     |
| 2008/09 | Excelsior        | Eerste divisie | 19    | 5     |
| 2008/09 | → RKC Waalwijk   | Eerste divisie | 13    | 3     |
| 2009/10 | Helmond Sport    | Eerste divisie | 33    | 22    |
| 2010/11 | Helmond Sport    | Eerste divisie | 1     | 0     |
| 2010/11 | Sparta Rotterdam | Eerste divisie | 31    | 29    |
| 2011/12 | Śląsk Wrocław    | Ekstraklasa    | 17    | 6     |
| 2012/13 | Śląsk Wrocław    | Ekstraklasa    | 7     | 0     |
| 2013/14 | Sparta Rotterdam | Eerste divisie | 23    | 12    |
| 2014/15 | Sparta Rotterdam | Eerste divisie | 31    | 12    |
| 2015/16 | Sparta Rotterdam | Eerste divisie | 5     | 0     |
| 2016/17 | RKC Waalwijk     | Eerste divisie | 26    | 13    |
| 2017/18 | RKC Waalwijk     | Eerste divisie | 25    | 5     |
| Totaal  | Totaal           | Totaal         | 307   | 127   |

## Erelijst
| Competitie         |           |           |           |           |
| Competitie         | Aantal    | Jaren     |           |           |
| Excelsior          | Excelsior | Excelsior | Excelsior | Excelsior |
| ------------------ | --------- | --------- | --------- | --------- |
| Eerste divisie     | 1x        | 2005/06   |           |           |
| Śląsk Wrocław      |           |           |           |           |
| Ekstraklasa        | 1x        | 2011/2012 |           |           |
| Superpuchar Polski | 1x        | 2012      |           |           |
| Sparta Rotterdam   |           |           |           |           |
| Eerste divisie     | 1x        | 2015/16   |           |           |